# Лаодамант
Лаодамант в древногръцката митология е името на три различни личности.
1. Син на Антенор и Теано
2. Син на цар Алкиной и Арета
3. Син на царя на Тива Етеокъл. Предвожда тиванците при битката с епигоните и е убит от Алкмеон, след като той самия убива епигона Егиалей.